# Hatvany Lajos

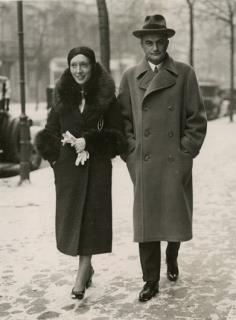
Hatvany Lajos és felesége Berlinben

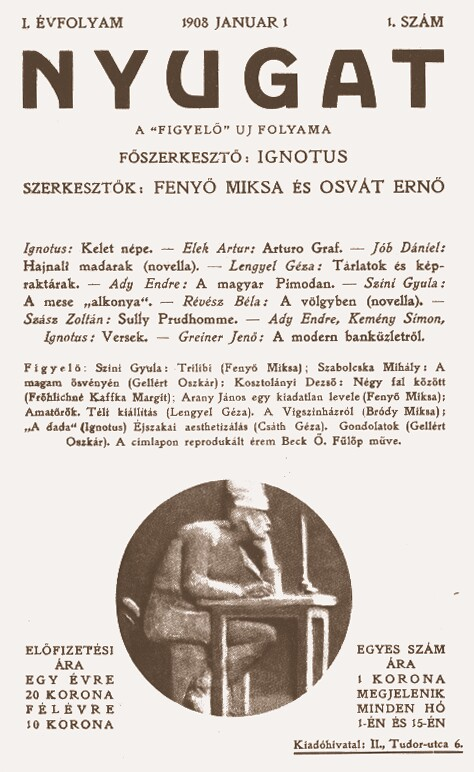
Nyugat, 1908. I. évf. 1. sz.

Hatvany Lajos, „Hatvany báró” (1897-ig Deutsch, 1917-ig Hatvany-Deutsch) (Budapest, 1880. október 28. – Budapest, 1961. január 12.) Kossuth-díjas magyar író, kritikus, irodalomtörténész, az MTA tagja; „az utolsó mecénás”.

## Életpályája
A báró hatvani Hatvany-Deutsch család sarja. Gazdag gyártulajdonos családban nőtt fel, ahol szerették és támogatták a magyar kultúrát. Apja Hatvany-Deutsch Sándor cukorgyáros, a Gyáriparosok Országos Szövetsége (GYOSZ) alapítója és alelnöke, édesanyja Hatvany-Deutsch Emma. A gimnáziumot a budapesti piaristáknál végezte 1889 és 1897 között. Érettségi után egyetemi tanulmányait Magyarországon és Németországban folytatta. Magyarországon elsősorban Gyulai Pál volt rá hatással. 1905-ben szerzett bölcsészdoktori diplomát. Három évvel később, 1908-ban Ignotussal és Fenyő Miksával megalapították a Nyugat című folyóiratot, mely a 20. század első harmadában a legnagyobb hatású irodalmi lap volt.
1911-ben Osvát Ernővel való személyes összetűzése miatt megvált a Nyugattól, és több évre Berlinbe költözött.
1917-ben tért vissza Magyarországra, ekkortól a Pesti Napló, majd az Esztendő című lapok szerkesztője volt. Az 1918-19-es polgári forradalom alatt a Magyar Nemzeti Tanács tagja és a Vörösmarty Akadémia egyik alapítója volt. A Tanácsköztársaság végén Bécsbe emigrált, lakóhelyül a lainzi Hermész-villát bérelte ki, ahol a kor számos magyar irodalmi személyiségét látta vendégül, majd Berlinben és Párizsban élt. 1927-ben költözött vissza Magyarországra; ekkor a Horthy-rendszert bíráló „nemzetgyalázó” írásai miatt bíróság elé állították, és másfél év börtönre ítélték, de külföldi nyomásra végül kegyelmet kapott. 1938-ban újra emigrált; előbb Párizsban, majd Oxfordban élt.
1947-ben tért újra haza Magyarországra. A budapesti egyetem bölcsészettudományi karán tanított. 1959-ben Kossuth díjat kapott. 1960-ban a Magyar Tudományos Akadémia levelező tagjává választotta.
Felesége Somogyi Irén, 1934-ban házasodtak Budapesten.

## Munkássága

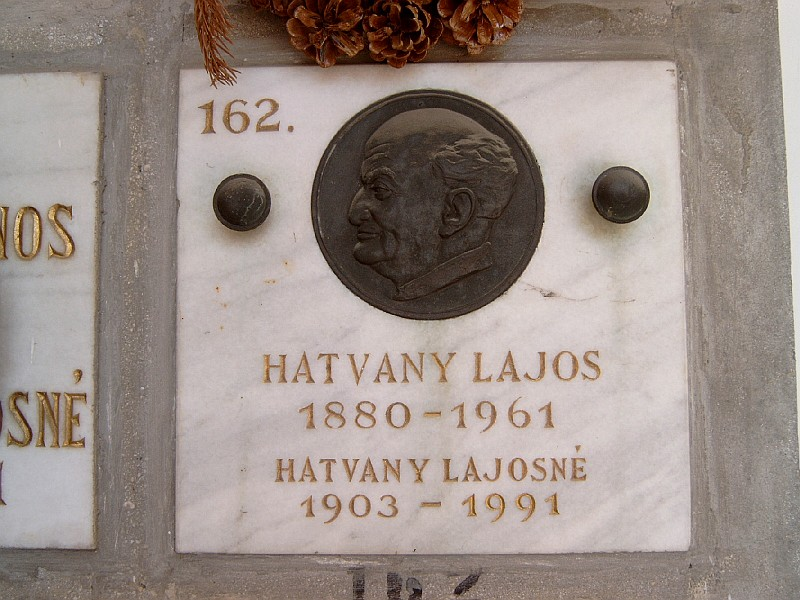
Hatvany Lajos és feleségének hamvai a budapesti Farkasréti temetőben (610-162. templomi fülke).

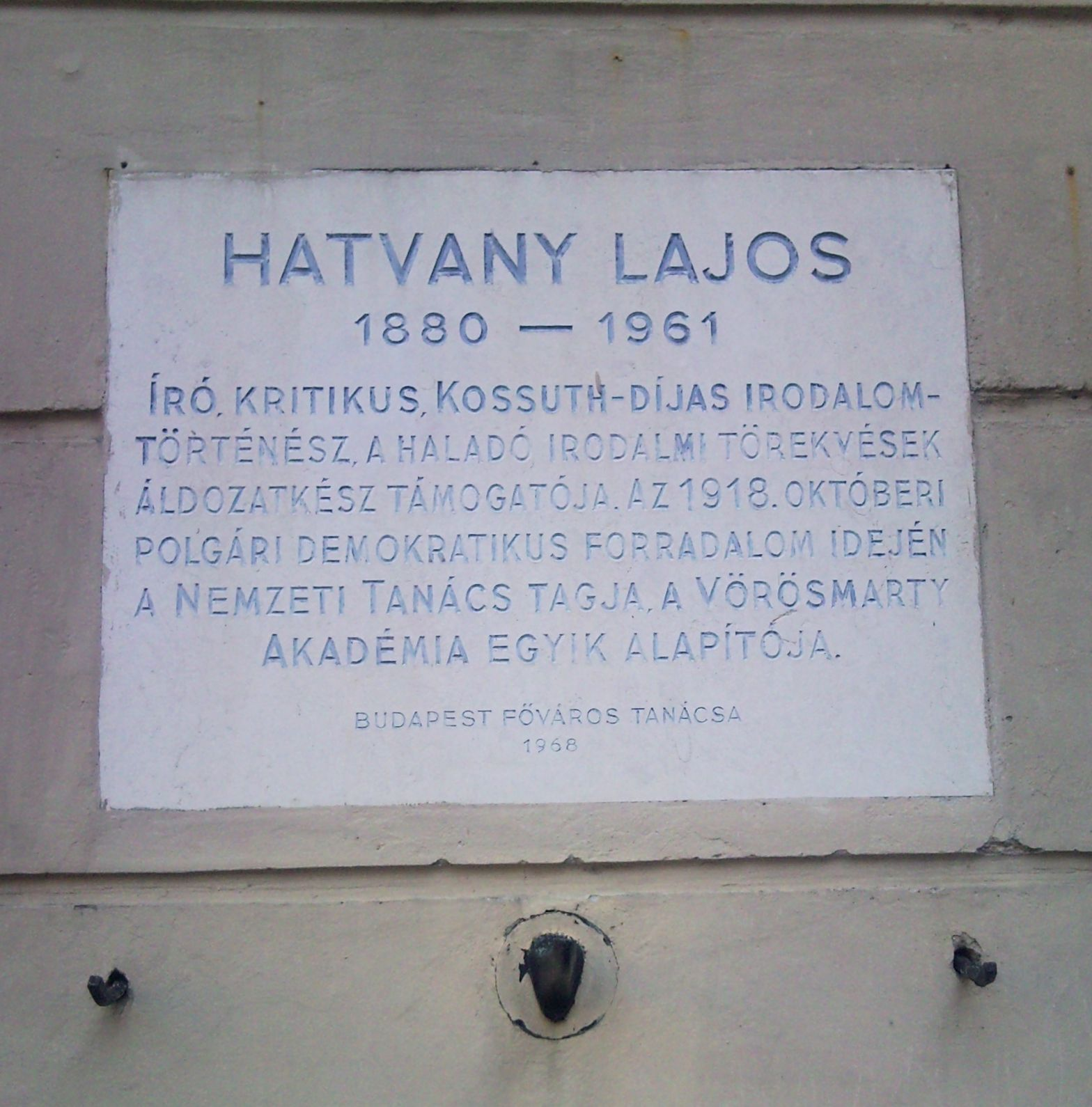
Emléktáblája:
I. kerület Országház utca 19.

Egész életét a művészetek, elsősorban a magyar irodalom anyagi és erkölcsi támogatásának szentelte. Felkarolta a tehetséges, újító írókat, költőket. Szoros barátságban állt Ady Endrével. Tóth Árpádot, József Attilát, Markovits Rodiont, Lesznai Annát és az irodalom számos más nagyságát pályájuk kezdetétől erkölcsileg támogatta, de akinek arra szüksége volt, anyagilag is. A fiatal tehetséges alkotók ismertségét saját írásaival is elősegítette. A racionalista és az impresszionista kritika és publicisztika jeles képviselője volt. Élete végéig kutatta Petőfi Sándor munkásságát és életrajzi adatait. Jelentősek irodalomtörténeti munkái, de regényeket és színműveket is írt. Szépirodalmi műveiben a magyar polgárság kialakulását és fejlődését ábrázolja bensőségességgel és éles kritikával. Magyar nyelven publikált itthon, de emigrációban német nyelven is. Művészi álnevei voltak: Pilvax, Agricola.

## Emlékezete
- Az 1970-es években Hatvan múzeuma felvette a Hatvany Lajos Múzeum nevet.
- Békásmegyeren 1991 októbere óta utca viseli a nevét (azelőtt Bogár Ignác utca).[4]

## Művei

### Szépirodalom
- Kunstzigeuner. Schauspiel; Müller, München, 1913.
- A híresek. Színjáték; Nyugat, Bp., 1913.
- Szemnélküli János. Pacifista írások; Táltos, Bp., 1919.
- Gyalu grófnő. Igaz történet, régi időkből; Pegazus, Wien, 1921 (Kis magyar könyvek).
- Das verwundete Land; Tal, Leipzig–Wien–Zürich, 1921.
- Csöndes napok és hangos esték; Pegasus, Wien, 1921.
- Urak és emberek. 1. Zsiga a családban; Genius, Bp., 1927.
- Bondy jr. Roman; Drei Masken, München, 1929.
- Urak és emberek. Regény, 1-2.; utószó Bóka László; Szépirodalmi, Bp., 1963.
- Gyulus. Regény; szerk., utószó Belia György; Szépirodalmi, Bp., 1968.